# Fresnes-Tilloloy
Fresnes-Tilloloy (picardisch: Frène-Tilloloé) ist eine nordfranzösische Gemeinde mit 211 Einwohnern (Stand 1. Januar 2022) im Département Somme in der Region Hauts-de-France. Die Gemeinde liegt im Arrondissement Amiens (seit 2009) und ist Teil der Communauté de communes Somme Sud-Ouest und des Kantons Poix-de-Picardie.

## Geographie

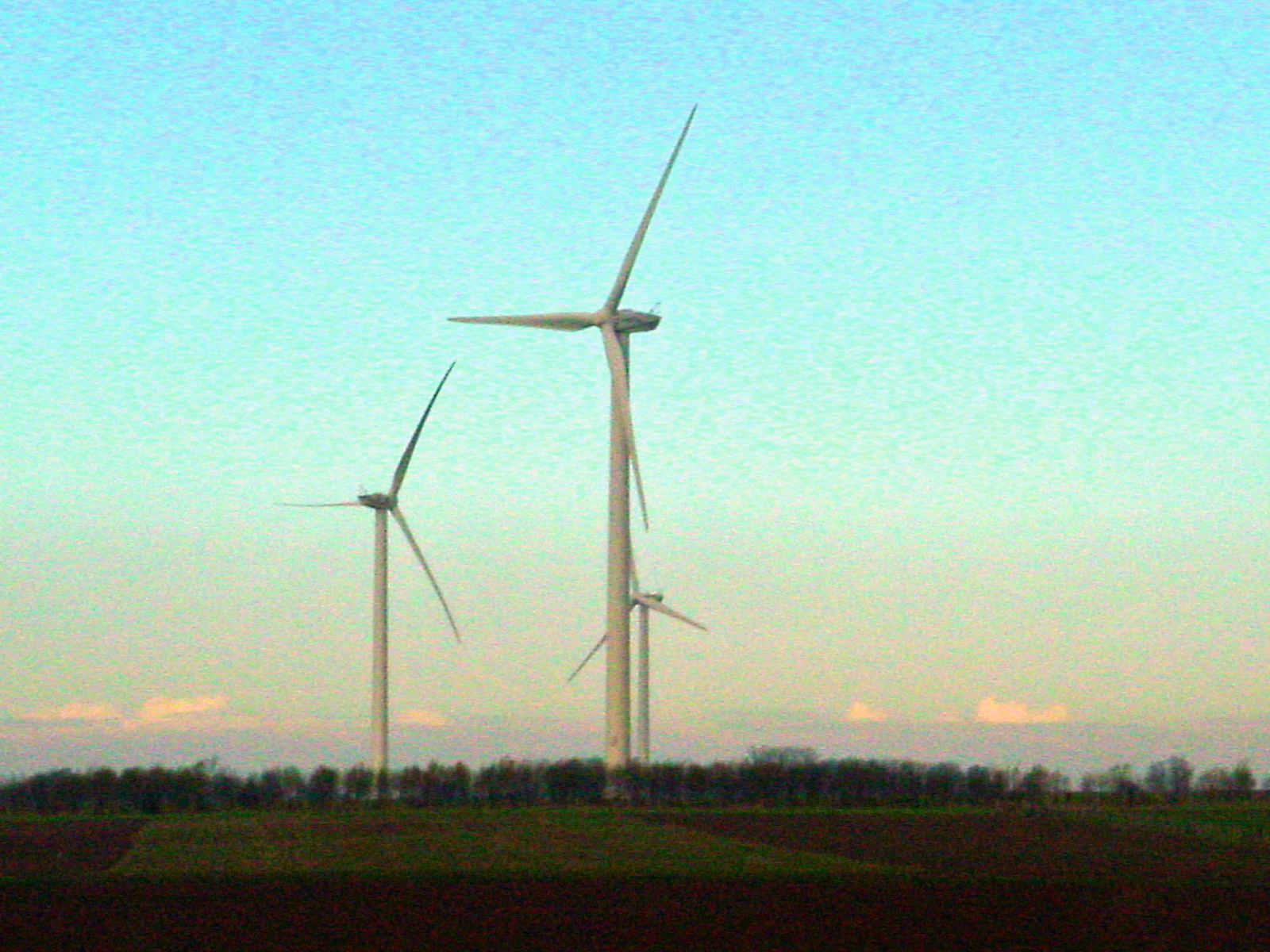
Windpark

Die Gemeinde, ein Straßendorf, liegt unmittelbar an das rund drei Kilometer südlich gelegene Oisemont angrenzend auf der Hochfläche des Vimeu. Im Norden der Gemeinde liegt übergreifend auf die Nachbargemeinden Saint-Maxent und Doudelainville ein Windpark. Im Südwesten der Gemeinde verläuft ein Abschnitt des Systems der Chaussée Brunehaut.

## Geschichte
Funde lassen auf gallo-römische Besiedlung schließen. Die Chaussée Brunehaut verläuft auf einer Römerstraße. 1459 hatten Fresnes und Tilloloy je einen eigenen Vikar und gehörten zur Pfarrei Oisemont. Im Jahr 1660 wird ein Schloss in Fresnes bezeugt. Im 18. Jahrhundert forderte die Pest viele Opfer. Während der Französischen Revolution schlossen sich Fresnes und Tilloloy zu einer einheitlichen Gemeinde zusammen. 1797 wurde die Schule eröffnet. Im Jahr 1871 wurde der Ort von preußischen Truppen besetzt. Im Januar 1944 wurde der Ort bombardiert; der Angriff galt nahegelegenen Raketenabschussbasen.

## Einwohner
| 1962 | 1968 | 1975 | 1982 | 1990 | 1999 | 2006 | 2011 |
| ---- | ---- | ---- | ---- | ---- | ---- | ---- | ---- |
| 147  | 134  | 130  | 134  | 130  | 137  | 135  | 178  |

## Sehenswürdigkeiten
- Schloss aus dem 19. Jahrhundert
- 1887 neu errichtete Kirche Saint-Ouen; die Vorgängerkirche war einige Jahre zuvor abgebrochen worden
- Kriegerdenkmal
- Flurkreuze

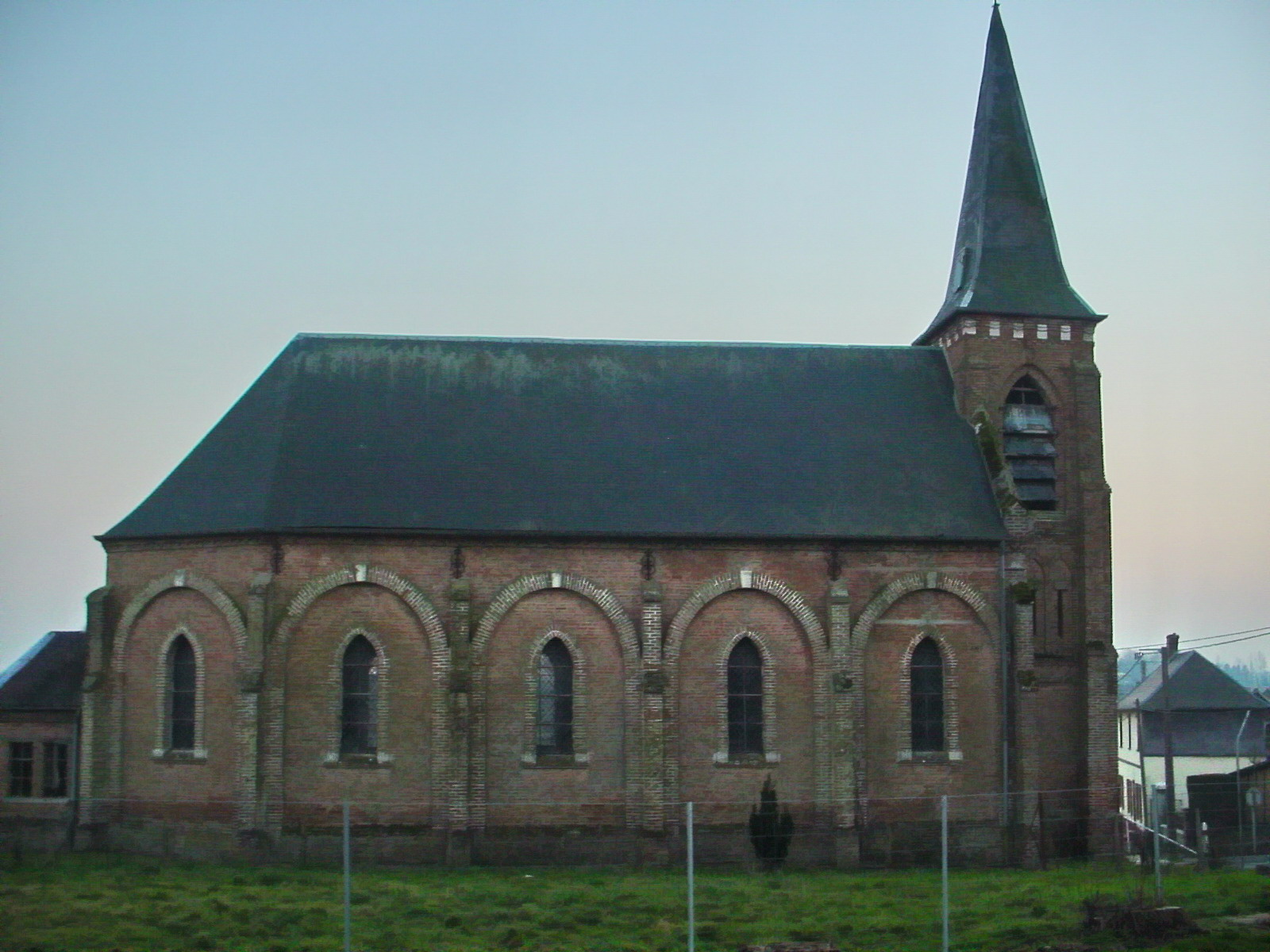
Kirche Saint-Ouen
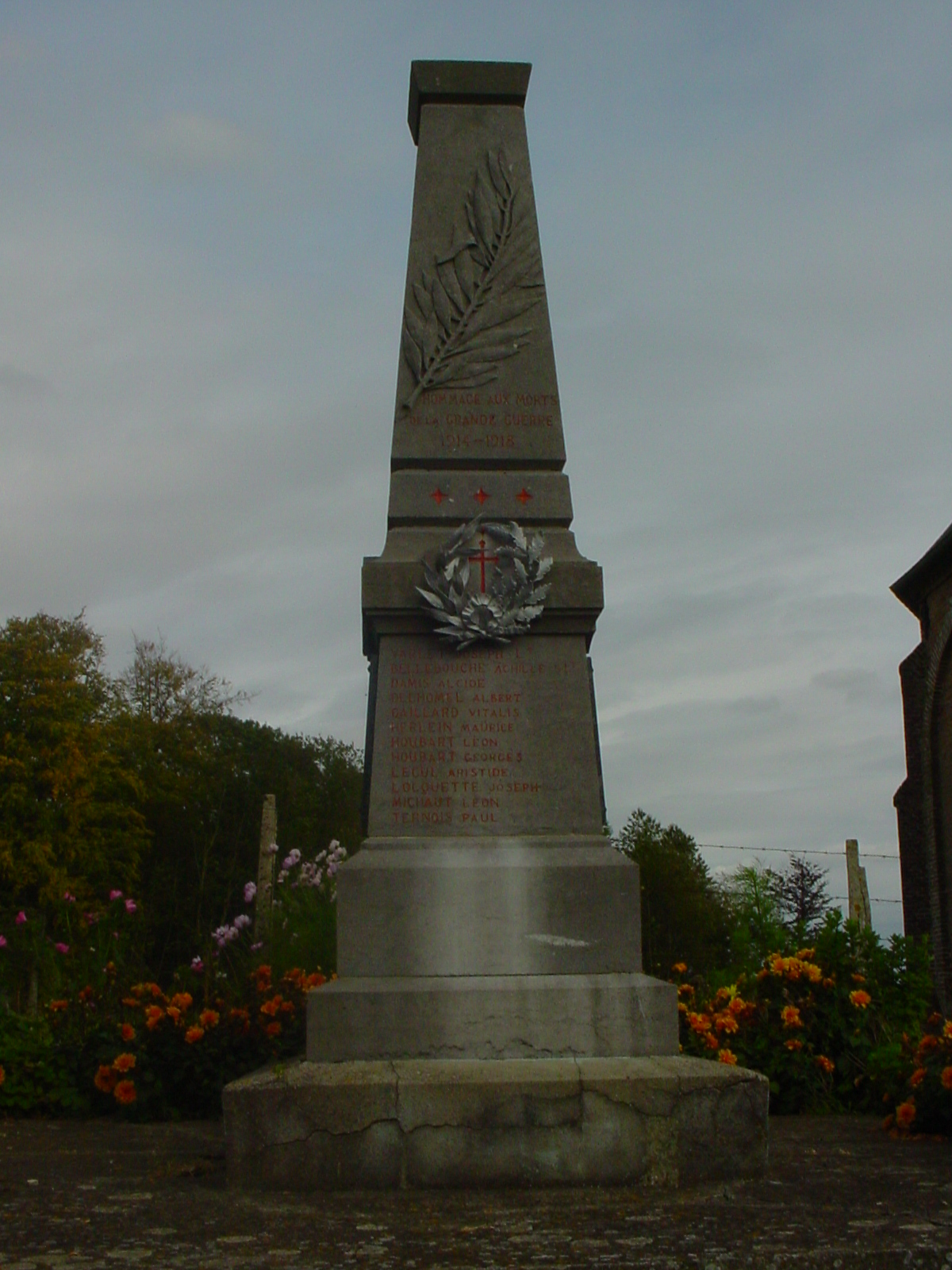
Kriegerdenkmal